# Fairburn, Georgia
Fairburn är en stad (city) i Fulton County, i delstaten Georgia, USA. Enligt United States Census Bureau har staden en folkmängd på 13 363 invånare (2011) och en landarea på 43,6 km².